# Зельдович Григорій Борисович
Григо́рій Бори́сович Зельдо́вич (13 травня 1906, Тульчин (нині Вінницька область), Подільська губернія, Російська імперія — 29 вересня 1988, Київ, УРСР) — радянський український редактор, кінознавець, викладач. Заслужений працівник культури УРСР (1969).

## Біографія
Народився в м. Тульчин в родині службовця. Вчився на кінознавчому факультеті Всесоюзного державного інституту кінематографії.
Працював редактором на Київській кінофабриці (1930—1935), у Головному управлінні кінематографії (1935—1956), на Київській кіностудії ім. О. П. Довженка (1956—1969), у Комітеті по кінематографії при Раді Міністрів УРСР (1969—1988). Водночас викладав на кафедрі кінознавства Київського інституту театрального мистецтва ім. І. Карпенка-Карого.
Як редактор працював з кінорежисерами О. Довженком, І. Савченком, Л. Луковим, В. Івченком, Т. Левчуком та ін. Кінознавець, дослідник архівів Роман Росляк у своєму доробку прийшов до обгрунтованого висновку, що з 1932 року Зельдович співпрацював із НКВС під оперативним псевдонімом «Альберт», тільки у 1939—1941 роках ставши автором понад 20 донесень на Олександра Довженка.
Нагороджений орденом «Знак Пошани», медалями, Почесною Грамотою Верховної Ради УРСР. Лауреат премії Спілки кінематографістів УРСР (1979).
Був членом Спілки кінематографістів УРСР. Помер на 83-му році життя 29 вересня 1988 року у Києві, де й похований.

## Творчість
Автор ряду книжок з питань кіномистецтва: «М. Ромм» (1939), «Самое важное, самое массовое из искусств» (1940, у співавт. з Г. Чахірьяном), «Как кино служит человеку» (1952), «Кіно служить людині» (1963, у співавт. з С. Пономаренком), «Дума про народний подвиг» (1978, у співавт. з В. В. Авксентьєвою).
Виступав із статтями про кіно у збірниках «Кіно і сучасність», «Мистецтво екрана», на сторінках газет і журналів.

## Фільмографія
Редактор кінофільмів:
- «Іван» (1932, реж. О. Довженко)
- «Золоті руки» (1960, реж. С. Параджанов, О. Панкратьєв, О. Николенко)
- «Фортеця на колесах» (1960)
- «Артист із Коханівки» (1961)
- «За двома зайцями» (1961)
- «Здрастуй, Гнате» (1962)
- «Ракети не повинні злетіти» (1964, реж. О. Швачко, А. Тимонішин)
- «Гадюка» (1965)
- «Всюди є небо» (1966)
- «Два роки над прірвою» (1966)
- «Анничка» (1968)
- «Падав іній» (1969)
- «Родина Коцюбинських» (1970) тощо).